# 冨樫和美
冨樫和美（日语：／ Togashi Kazumi，1985年2月21日—），日本女性配音員。出身於廣島縣。Production BAOBAB所屬。A型血。

## 人物
特長：爵士舞、唱歌、書道。興趣：觀賞神樂、參觀神社佛寺。
擅長方言：廣島方言。

## 演出
粗體字表示主要角色。

### 電視動畫
2010年
- SD鋼彈三國傳 Brave Battle Warriors（2010年—2011年，母親、鎮民、小孩）
- 銀魂（藝妓）
- 哆啦A夢 (水田山葵版)（2010年—2016年，小孩、青椒、裁判、女孩子、男孩子 等）
- Battle Spirits 少年激霸彈（ペンタンズ）
- 名偵探柯南（客人、小孩）（2010年—2013年，顧客、小孩、操作員、友人、手機簡訊）
- Rita et Machin（日语：リタとナントカ）（學生）

2011年
- 天魔黑兔（時雨遙的母親、小時候的賽爾裘·恩特略）
- 妖怪少爺 ～千年魔京～（少年）
- Battle Spirits 霸王（2011年—2012年，小孩A、観客B）
- Fate/Zero（小孩）
- 魔劍姬！（校內廣播）
- 魔術快斗（女子）
- 純白交響曲（女學生）

2012年
- 女王之刃 叛亂（女戰士A）
- 蠟筆小新（2012年—2021年，主婦A、顧客、女性店員、女孩子B、利本加奈目 等）

2013年
- 黑魔女學園（鈴木重）
- 忍者亂太郎（2013年—2014年，公子、主婦）

2014年
- 鋼彈創戰者TRY（2014年—2016年，神木世界[3]）1系列 + 特別篇

2015年
- 潮與虎（蒼月潮〈小學時期〉
- 雙槍激鬥（小孩、健治）
- 妖怪手錶（千駄谷劍）

2017年
- 不正經的魔術講師與禁忌教典（菲莉亞娜＝席貝爾）

### 電影動畫
- 超電影版 SD鋼彈三國傳 Brave Battle Warriors（2010年，小孩）
- 給小桃的信（2012年）
- 帕羅的未來島（日语：パロルのみらい島）（2014年，大嬸）

### OVA
- 裝甲騎兵波德姆茲 幻影篇（2010年，小孩）

### 網路動畫
- 鋼彈創鬥者元宇宙（日语：ガンダムビルドメタバース）（2023年，神木世界[4]）

### 遊戲
2000年代
- 永恆紀元（2009年，阿格希亞 等）

2010年代
- 魔鬼戀人（2012年）
- 第3次超級機器人大戰Z 時獄篇／連獄篇（2014年—2015年，安娜蘿塔·史特魯斯）2作品
- 暗黑破壞神III[5]
- XUCCESS HEAVE（2015年，柳瀨普里馬韋拉[6]）
- （2016年，女僕）
- 天使帝國 幻獸之月（2017年，梅莉露[7]）
- 鍊金工房Online ～布雷賽爾的鍊金術士～（日语：アトリエオンライン 〜ブレセイルの錬金術士〜）（2018年，貝露嘉莫德[8]）
- 機動戰士鋼彈 極限VS.2（日语：機動戦士ガンダム エクストリームバーサス2）（2018年—2023年，神木世界）3作品[系列 1]

2020年代
- 最後生還者 第II章（2020年，女性民兵）
- 機動戰士鋼彈 兵工廠基地（日语：機動戦士ガンダム アーセナルベース）（2023年，神木世界）

### 廣播劇CD
- 破刃之劍（2010年，女學生）

### 外語配音

#### 電影
- 安娜·卡列尼娜（基蒂〈艾莉西亞·薇坎德〉）
- 冠軍之路（英语：Crooked Arrows）（朱莉·吉福德〈克莉絲朵·艾倫〉）
- 龍之眼（塔米）
- 超時空戰警3D
- 特種精英（安·弗雷澤〈伊凡·史漢基〉）
- 迴路殺手（蘇西〈潘波‧裴拉柏（英语：Piper Perabo）〉）
- 曼德拉：漫漫自由路
- 金恩的訊息
- 一代宗師（張永成〈宋慧喬〉）
- 極速秒殺（凱莉〈克莉絲塔·坎貝爾（英语：Christa Campbell）〉）
- 白宮末日（女性記者1[9] 等）

#### 電視影集
- 阿爾法戰士
- 綠箭俠（阿曼達·沃勒〈辛西婭·雅代-魯賓遜〉）
- 大物（金智祖）
- 兵聖
- 敏感案件（英语：Case Sensitive (TV series)）
- 美女上錯身
- 檀島警騎2.0
- 守護伊人（英语：Hawthorne (TV series)）
- 馬醫（婢女）
- 法網遊龍：特案組
- 謊言終結者（西爾維亞 等）
- 愛情雨
- 擁抱太陽的月亮
- 護士當家 (第3季)
- 越獄風雲（廣播女性、出納人員）
- 地球百子（小時候的貝拉米·布萊克）
- 法庭女王 (第2、3季)
- 謀殺（英语：The Killing (American TV series)）（妮可·傑克遜）
- 秘社
- 勝利之歌（克莎）

#### 動畫
- 小醫師大玩偶（萊拉尼）
- 森林戰士
- MTV EXIT Intersection（英语：MTV EXIT）（林 等）

### 電影
- 羅馬浴場2（2014年，羅馬人的聲音）

### 旁白
- 地球戲劇性（日语：地球ドラマチック）「巨石陣 ～追尋巨石結構之謎！～」（2017年）
- 天才動物大集合2

### 廣播劇
- 青春冒險（日语：青春アドベンチャー）
  - （阿生）

## 腳註

## 外部連結
- 冨樫和美｜Production BAOBAB （日語）
- 冨樫和美的X（前Twitter） （日語）
- 冨樫和美 （页面存档备份，存于） （日語）—Talent Date Bank
- 冨樫和美 （页面存档备份，存于） （日語）—日本藝人名鑑（日语：日本タレント名鑑）
- （日語）—WEB THE TELEVISION（日语：ザテレビジョン）
- 冨樫和美 （页面存档备份，存于） （日語）—allcinema（日语：allcinema）
- Kazumi Togashi - TMDb